# Carla Laemmle
Rebecca Isabelle "Carla" Laemmle (født 20. oktober 1909 i Chicago, Illinois, død 12. juni 2014) var en amerikansk skuespillerinde, der først og fremmest var aktiv indenfor stumfilm i 1920'erne og op i 1930'erne.  

## Filmografi
- The Vampire Hunters Club (2001)
- The Road to Dracula (1999), som sig selv/værtinde; en videodokumentar
- On Your Toes (1939)
- The Adventures of Frank Merriwell (1936)
- The Mystery of Edwin Drood (1935)
- Dracula (1931)
- King of Jazz (1930)
- The Hollywood Revue of 1929 (1929)
- The Broadway Melody (1929)
- The Gate Crasher (1928)
- Uncle Tom's Cabin (1927)
- Topsy and Eva (1927)
- The Phantom of the Opera (1925)